# Hong Kong Open 2001
L'Hong Kong Open 2001  è stato un torneo di tennis giocato sul cemento. È stata la 26ª edizione dell'Hong Kong Open, che fa parte della categoria International Series nell'ambito dell'ATP Tour 2001.  Il torneo si è giocato a Hong Kong in Cina, dal 24 al 30 settembre 2001.

## Campioni

### Singolare maschile
Marcelo Ríos ha battuto in finale   Rainer Schüttler con il punteggio di 7–6(3), 6–2

### Doppio maschile
Karsten Braasch /  André Sá hanno battuto in finale  Petr Luxa /  Radek Štěpánek con il punteggio di 6–0, 7–5